# Liste d'élections nationales en 2022
Chronologie des élections nationales
- 2018
- 2019
- 2020
- 2021
- 2022
- 2023
- 2024
- 2025
- 2026

Cette liste recense les élections nationales organisées durant l'année 2022. Elle inclut les élections présidentielles et parlementaires, ainsi que les référendums, dans les États souverains ou sécessionnistes,.
Les élections infra-nationales (territoriales, régionales, municipales,...) sont répertoriées dans la liste d'élections infranationales en 2022.
En France, le président centriste Emmanuel Macron est réélu en avril, mais son parti échoue à conserver sa majorité absolue aux élections législatives en mai. Aux États-Unis, le président Joe Biden perd de peu sa majorité à la Chambre des représentants aux élections législatives de novembre, mais conserve une courte majorité au Sénat. En Hongrie, le Premier ministre Viktor Orbán, tenant d'une droite national-conservatrice et illibérale, demeure au pouvoir grâce à la large victoire de son gouvernement aux élections législatives en avril.
En Corée du Sud, l'élection présidentielle en mars produit une alternance avec la victoire du candidat de droite Yoon Seok-youl. En Suède, les élections législatives en septembre produisent également une alternance, les partis de droite s'alliant pour former un gouvernement avec l'appui de l'extrême-droite, après huit ans de gouvernement de centre-gauche. En Italie, les élections législatives en septembre produisent un gouvernement de coalition de partis d'extrême-droite et de droite, mené par Giorgia Meloni, première figure d'extrême-droite à diriger l'Italie depuis la Seconde Guerre mondiale. En Israël, les élections législatives en novembre produisent également une alternance, menant à la formation d'un gouvernement de coalition de droite et d'extrême-droite, mené par Benyamin Netanyahou.
En Australie, la victoire de la gauche aux élections législatives en mai met fin à neuf ans de gouvernement conservateur ; Anthony Albanese devient Premier ministre. En Colombie, Gustavo Petro remporte l'élection présidentielle en juin et devient le premier président de gauche de l'histoire du pays. Au Brésil, le président sortant Jair Bolsonaro d'extrême-droite est battu à l'élection présidentielle en octobre par le candidat de centre-gauche, Lula.

Carte du monde indiquant les pays organisant des élections ou des référendums nationaux :
Présidentielle
Législatives
Présidentielle et législatives
Référendum
Présidentielle et référendum
Législatives et référendum
Présidentielle, législatives et référendum

## Par mois

### Janvier
| Date       | Pays                    | Élections                  | Contexte | Résultats |
| ---------- | ----------------------- | -------------------------- | --- | --- |
| 16 janvier | Serbie                  | Référendum constitutionnel | Porte sur une réforme du système judiciaire.                                                                                           | Le projet reçoit une large majorité des suffrages, malgré une abstention touchant près de 70 % des inscrits. |
| 19 janvier | Barbade                 | Législatives               | Élections anticipées. Premières élections depuis le passage à la république.                                                           | Le Parti travailliste (centre-gauche) conserve la totalité des sièges à l'Assemblée. Mia Mottley demeure Première ministre.                                                                                           |
| 23 janvier | Chypre du Nord (Chypre) | Législatives               | État sécessionniste turc de Chypre depuis 1983. Élections anticipées.                                                                  | Parlement sans majorité. Le Parti de l'unité nationale (droite national-conservatrice, libéral-conservatrice et populiste), au pouvoir, accroît sa majorité relative des sièges et manque de peu la majorité absolue. |
| 24 janvier | Italie                  | Présidentielle             | Scrutin indirect. | Après huit tours infructueux, les chefs des partis de la majorité parlementaire s'accordent sur la réélection de Sergio Mattarella, qui devient ainsi le second président italien à être élu pour un second mandat.   |
| 26 janvier | Népal                   | Sénatoriales               | Scrutin indirect. | |
| 30 janvier | Portugal                | Législatives               | Élections anticipées, le budget présenté par le gouvernement minoritaire socialiste ayant été rejeté par l'Assemblée de la République. | Le Parti socialiste (centre-gauche), qui détenait une majorité relative des sièges, remporte une courte majorité absolue. António Costa demeure Premier ministre.                                                     |

### Février
| Date       | Pays        | Élections                  | Contexte                                          | Résultats |
| ---------- | ----------- | -------------------------- | ------------------------------------------------- | --- |
| 5 février  | Algérie     | Sénatoriales               | Renouvellement par moitié. Scrutin indirect.      | |
| 6 février  | Costa Rica  | Présidentielle             | 1er tour de la présidentielle .                   | |
| 6 février  | Costa Rica  | Législatives               | Tour unique des législatives.                     | Assemblée sans majorité. Le parti Libération nationale (centre-droit conservateur et social-démocrate) y demeure la première force avec un tiers des sièges. |
| 13 février | Allemagne   | Présidentielle             | Scrutin indirect                                  | Le président sortant Frank-Walter Steinmeier, issu du SPD et soutenu par les principaux partis, est réélu à une large majorité avec près de 80 % des voix face à Max Otte issu du CDU avec 10.5 % des voix et Gerhard Trabert avec 7.5 % soutenu par Die Linke. |
| 13 février | Suisse      | Référendums                | Un ou plusieurs objets sont soumis à la votation. | |
| 27 février | Biélorussie | Référendum constitutionnel |                                                   | Le projet de révision constitutionnelle est approuvé à une large majorité des suffrages exprimés. Il recueille également les votes positifs de plus de la moitié du total des inscrits sur les listes électorales, ce qui lui permet d'être validé.             |

### Mars
| Date          | Pays               | Élections      | Contexte | Résultats |
| ------------- | ------------------ | -------------- | --- | --- |
| 3 mars        | Arménie            | Présidentielle | Scrutin indirect. Élection anticipée. | Soutenu par le parti Contrat civil (KP) au pouvoir, Vahagn Khatchatrian se présente sans opposition, les autres partis ayant décidé de boycotter le scrutin, et l'emporte sans surprise. |
| 9 mars        | Corée du Sud       | Présidentielle | Le président sortant Moon Jae-in n'est pas candidat à sa réélection, la constitution limitant les présidents à un seul mandat. | Alternance. Yoon Seok-youl (Pouvoir au peuple : droite conservatrice, libérale en économie) est élu avec 48,6 % des voix face notamment au candidat du parti présidentiel sortant Lee Jae-myung (Parti démocrate : centriste, social-libéral ; 47,8 %). Le nouveau président doit toutefois composer avec l'Assemblée nationale élue en 2020, où les démocrates ont la majorité absolue des sièges. |
| 10 mars       | Hongrie            | Présidentielle | Scrutin indirect par les membres de l'Assemblée nationale. | Comme attendu, Katalin Novák l'emporte dès le premier tour de scrutin, la coalition Fidesz-Union civique hongroise détenant à elle seule la majorité des deux tiers nécessaire. Elle devient à 44 ans la première femme et la plus jeune personne à accéder à la présidence de la république. |
| 12 mars       | Turkménistan       | Présidentielle | Anticipée, le président Gourbangouli Berdimoukhamedov ayant annoncé son intention de démissionner au profit de « jeunes générations ». Le Turkménistan est généralement considéré comme un État totalitaire, où aucune opposition organisée n'est permise face à un pouvoir encensé par une culte de la personnalité. | Serdar Berdimoukhamedov (Parti démocrate : droite autoritaire, conservatrice, étatiste et laïque), fils du dictateur sortant, est déclaré élu avec 73,0 % des voix face à huit candidats de façade. |
| 12 et 26 mars | Abkhazie (Géorgie) | Législatives   | République sécessionniste de Géorgie depuis 1992. | Les partis favorables au président de la République Aslan Bjania remportent une majorité absolue des sièges à l'Assemblée du peuple. |
| 13 mars       | Colombie           | Législatives   | | Congrès sans majorité. Le Parti libéral (centriste, social-libéral, troisième voie) demeure le premier parti à la Chambre des représentants avec un peu moins d'un siège sur cinq. L'élection est surtout marquée par la percée de la coalition Pacte historique (gauche à centre-gauche, progressiste et écologiste) qui devient la deuxième force à la Chambre des représentants et la première au Sénat. Le Centre démocratique (droite à extrême-droite, populiste, national-conservateur, libéral en économie) du président Álvaro Uribe subit un très net recul, perdant la moitié de ses députés. |
| 19 mars       | Timor oriental     | Présidentielle | 1er tour | - |
| 26 mars       | Malte              | Législatives   | | Les résultats sont très similaires à ceux des élections de 2017. Le Parti travailliste (centriste, troisième voie) conserve sa majorité absolue des sièges et des voix. Robert Abela (travailliste) demeure Premier ministre. |
| 27 mars       | Uruguay            | Référendum     | Référendum d'initiative populaire sur une loi sur la sécurité. | L'opposition de gauche échoue de peu à faire abroger par référendum la loi de sécurité introduite par le gouvernement. 48,67 % des votants se prononcent pour son abrogation, et 50,02 % contre, le vote blanc (1,31 %) étant comptabilisé. |

### Avril
| Date     | Pays                            | Élections              | Contexte | Résultats |
| -------- | ------------------------------- | ---------------------- | --- | --- |
| 3 avril  | Costa Rica                      | Présidentielle         | Second tour. Le président de la République ne pouvant constitutionnellement pas exercer deux mandats consécutifs, le président sortant Carlos Alvarado n'est pas candidat. Le candidat de son Parti d'action citoyenne (centre-gauche progressiste) est éliminé au premier tour avec 0,7 % des voix. | Alternance. Rodrigo Chaves (Parti du progrès social-démocrate : centre-droit social-libéral, conservateur) est élu avec 52,9 % des voix face à José María Figueres (Parti de la libération nationale : centre-droit, troisième voie), précédemment président de 1994 à 1998. |
| 3 avril  | Serbie                          | Présidentielle         | | Aleksandar Vučić (Parti progressiste : droite populiste, national-conservatrice et néolibérale, principal parti de cette coalition) est réélu président de la République dès le premier tour du scrutin avec 60,0 % des voix, face aux six autres candidats. |
| 3 avril  | Serbie                          | Législatives           | Législatives anticipées pour être organisées le même jour que la présidentielle. | Parlement sans majorité. La coalition de droite « Pour nos enfants » (conservatrice, libérale en économie, pro-européenne et populiste) perd sa majorité absolue des sièges mais conserve la majorité relative, devançant nettement les autres coalitions et partis. |
| 3 avril  | Hongrie                         | Législatives           | | La coalition du parti Fidesz (droite à extrême droite national-conservatrice et illibérale) et du Parti populaire démocrate-chrétien (droite chrétienne national-conservatrice et réactionnaire) conserve sa très large majorité absolue des sièges. Viktor Orbán (Fidesz) demeure Premier ministre. |
| 3 avril  | Hongrie                         | Référendum             | Les quatre questions mises au vote portent sur l'éducation sexuelle des mineurs, notamment en matière d'homosexualité et de transidentité. | Les propositions obtiennent d'écrasantes majorités de votes contre, mais le caractère contraignant des réponses aux questions est invalidé, aucune n'ayant obtenue un total de votes valides supérieur au quorum de 50 % des inscrits. |
| 9 avril  | Gambie                          | Législatives           | | Parlement sans majorité. Le Parti national populaire (centre-gauche, parti du président Adama Barrow) et le Parti démocrate unifié (centre-gauche) y sont les deux principales forces, la plupart des autres élus étant sans étiquette. |
| 10 avril | Mexique                         | Référendum révocatoire | Référendum révocatoire. Élu président de la République en 2018 avec un mandat de six ans, Andrés Manuel López Obrador a promis durant la campagne d'organiser à mi-mandat un référendum sur son maintien ou non en poste.                                                                            | 93,4 % des votants s'expriment pour le maintien du président, avec un taux de participation toutefois de seulement 17,7 %. |
| 10 avril | France                          | Présidentielle         | 1er tour | Le président sortant Emmanuel Macron (La République en marche : centriste social-libéral et europhile) arrive en tête du premier tour avec 28 % des voix, suivi par Marine Le Pen (Rassemblement national : extrême droite, nationaliste et eurosceptique) avec 23 %,et Jean-Luc Mélenchon avec 22 % (La France Insoumise : gauche radicale, souverainiste et éco-socialiste). Ce premier tour est la démonstration à travers laquelle les deux grands partis le PS (parti socialiste) et LR (parti républicain), ainsi que EELV échouent à accéder au second tour. |
| 10 avril | Ossétie du Sud-Alanie (Géorgie) | Présidentielle         | République sécessionniste de Géorgie depuis 1992. 1er tour. | |
| 19 avril | Timor oriental                  | Présidentielle         | 2d tour | Alternance. José Ramos-Horta (Congrès national de reconstruction : centre-gauche) est élu avec 62,1 % des voix face au président sortant Francisco Guterres (Front révolutionnaire pour l'indépendance : gauche). |
| 24 avril | Slovénie                        | Législatives           | | Parlement sans majorité. Le Mouvement pour la liberté (centre-gauche vert-libéral et pro-européen) de Robert Golob y devient le premier parti, manquant de peu la majorité absolue des sièges et devançant nettement le Parti démocrate (droite populiste et national-conservatrice) du Premier ministre sortant Janez Janša. Golob forme un gouvernement en juin. |
| 24 avril | France                          | Présidentielle         | 2d tour | Le président sortant Emmanuel Macron (La République en marche : centriste social-libéral et europhile) est réélu avec 58,6 % des voix face à Marine Le Pen (Rassemblement national : extrême droite, nationaliste et eurosceptique). |

Citoyen votant lors du référendum révocatoire au Mexique en avril 2022.

### Mai
| Date   | Pays                            | Élections      | Contexte | Résultats |
| ------ | ------------------------------- | -------------- | --- | --- |
| 8 mai  | Ossétie du Sud-Alanie (Géorgie) | Présidentielle | 2d tour | Alternance. Alan Gagloïev (parti d'opposition Nykhaz) est élu avec 53,7 % des voix face au président sortant Anatoli Bibilov (Ossétie unie : droite). |
| 9 mai  | Philippines                     | Présidentielle | Le président sortant Rodrigo Duterte (PDP-Laban : social-libéral, populiste) ne peut se représenter, la constitution interdisant au président de la République d'effectuer plus d'un mandat. | Ferdinand Marcos Jr. (Parti fédéral : autoritaire, populiste), figure très controversée et fils du dictateur Ferdinand Marcos, est élu avec 58,1 % des voix face aux neuf autres candidats dont notamment Leni Robredo (vice-présidente sortante ; Parti libéral : centre-gauche) qui recueille 30,8 % des voix. Sara Duterte (Lakas-CMD : centre-droit conservateur), alliée de Ferdinand Marcos Jr. et fille du président sortant, remporte l'élection vice-présidentielle avec 57,4 % des voix face aux huit autres candidats. |
| 9 mai  | Philippines                     | Législatives   | | Aux législatives, le Parti démocrate philippin - Pouvoir populaire (centre-gauche, populiste) arrive en tête avec 23% des voix, mais est en net recul. alors que les partis de centre-droit PUN et Lakas-CMD sont en progression. |
| 9 mai  | Philippines                     | Sénatoriales   | Renouvellement par moitié du Sénat. | Aux sénatoriales, le Sénat reste sans majorité. Les candidats indépendants et la Coalition du peuple nationaliste (centre-droit) sont en tête des suffrages exprimés. |
| 15 mai | Liban                           | Législatives   | Le pays est en proie depuis plusieurs années à une grave crise économique et à une forte instabilité politique, qui ont entraîné d'importantes manifestations de 2019 à 2021. La classe politique étant considérée par beaucoup de Libanais comme discréditée, le taux de participation chute à 41 %.                                                                    | Parlement sans majorité. L'alliance que forment le mouvement Amal (milice conservatrice et populiste musulmane liée au gouvernement iranien) et le Hezbollah (parti terroriste islamiste lié à l'Iran) y est la première force, mais avec moins d'un tiers des sièges. En attente de la formation d'un gouvernement. |
| 15 mai | Suisse                          | Référendums    | Un ou plusieurs objets sont soumis à la votation. | |
| 15 mai | Somalie                         | Présidentielle | Scrutin indirect, reporté à de nombreuses reprises. | Hassan Sheikh Mohamoud l'emporte au troisième tour de scrutin. |
| 21 mai | Australie                       | Parlementaires | | Alternance. Le Parti travailliste (centre-gauche progressiste et social-libéral) remporte une très courte majorité absolue des sièges à la Chambre des représentants. Anthony Albanese (travailliste) devient Premier ministre, mais doit composer avec un Sénat sans majorité où le gouvernement aura notamment besoin du soutien des Verts (gauche écologiste). |
| 29 mai | Colombie                        | Présidentielle | 1er tour. L'élection présidentielle fait suite aux législatives du 13 mars qui ont produit un Congrès sans majorité. Le président sortant Iván Duque (Centre démocratique : extrême-droite national-conservatrice, populiste, libérale en économie) n'est pas éligible pour un second mandat, la constitution colombienne limitant le chef de l’État à un mandat unique. | Le candidat de gauche Gustavo Petro à la tête Pacte historique (gauche : progressisme, écologie politique) arrive en tête du premier tour avec un peu moins de la moitié des voix, face aux candidats Rodolfo Hernández (Ligue des gouvernants anti-corruption: attrape-tout, antisystème) et Federico Gutiérrez (Équipe pour la Colombie: droite radicale). |

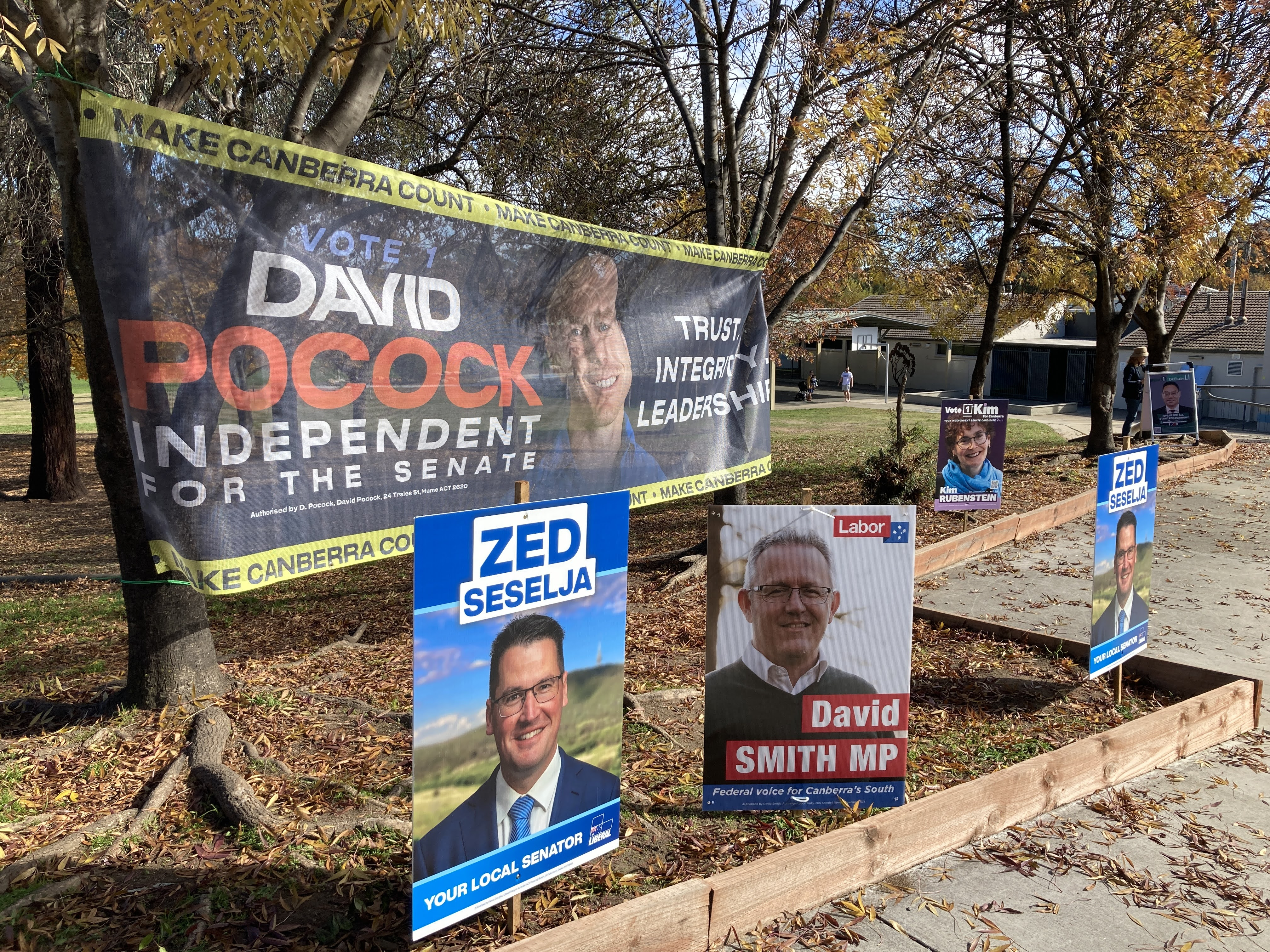
Affiches de campagne pour les élections législatives australiennes de mai 2022.

### Juin
| Date          | Pays          | Élections                  | Contexte | Résultats |
| ------------- | ------------- | -------------------------- | --- | --- |
| 1er juin      | Danemark      | Référendum                 | | Les citoyens se prononcent à 66,9 % en faveur d'une participation du Danemark à la politique de sécurité et de défense commune de l'Union européenne. |
| 23 mai-4 juin | Albanie       | Présidentielle             | Scrutin indirect. | Bajram Begaj est élu au quatrième tour de scrutin. |
| 5 juin        | Kazakhstan    | Référendum constitutionnel | | La révision constitutionnelle est adoptée à une large majorité. |
| 12 juin       | Italie        | Référendum                 | Porte sur cinq réformes du domaine judiciaire. | Même si les cinq propositions d'abrogations sont approuvées par les électeurs, elles échouent, aucune d'elle n'ayant réuni le taux de participation requis. |
| 19 juin       | Colombie      | Présidentielle             | 2d tour. Cette élection fait suite aux immenses manifestations de 2019 contre les inégalités sociales et aux manifestations similaires en 2021. Le président Iván Duque est devenu très impopulaire et le candidat de son parti, le Centre démocratique (extrême-droite néo-libérale, national-conservatrice et populiste) est éliminé au premier tour de l'élection avec 0,05 % des voix. | Alternance. Gustavo Petro (Pacte historique : coalition des partis de gauche et de centre-gauche progressiste et écologiste) est élu avec 50,4 % des voix face à Rodolfo Hernández (Ligue des gouvernants anti-corruption : centre-droit social-libéral, attrape-tout, populiste). Il devient ainsi le premier président de gauche de l'histoire du pays. |
| 12 et 19 juin | France        | Législatives               | | Parlement sans majorité. La République en marche (centriste social-libéral, attrape-tout) et ses alliés, coalition du gouvernement et du président de la République Emmanuel Macron, perd sa majorité absolue des sièges mais conserve la majorité relative. La Nouvelle Union populaire écologique et sociale (alliance des partis allant de la gauche radicale au centre-gauche, écologiste, dont notamment La France insoumise) devient la principale force d'opposition à l'Assemblée nationale, avec 151 parlementaires. Le Rassemblement national (extrême-droite et eurosceptique) obtient 89 députés et devient le premier groupe d'opposition. Le parti Les Républicains (droite conservatrice, libérale en économie) et ses alliés perdent plus de la moitié de leurs sièges mais en conservent toutefois 64 à l'assemblée nationale. |
| 23 juin       | Grenade       | Législatives               | Élections anticipées. | Alternance. Le parti d'opposition Congrès démocrate national (centriste, social-libéral, progressiste) remporte la majorité absolue des sièges. Dickon Mitchell devient Premier ministre. |
| 26 juin       | Liechtenstein | Référendum                 | Porte sur une réforme de l'assurance maladie. Votation d'initiative populaire pour faire adopter une proposition rejetée par le Landtag (parlement). | La proposition d'exonérer les retraités du payement de la franchise annuelle de l'assurance maladie est approuvée par 63,9 % des votants. |

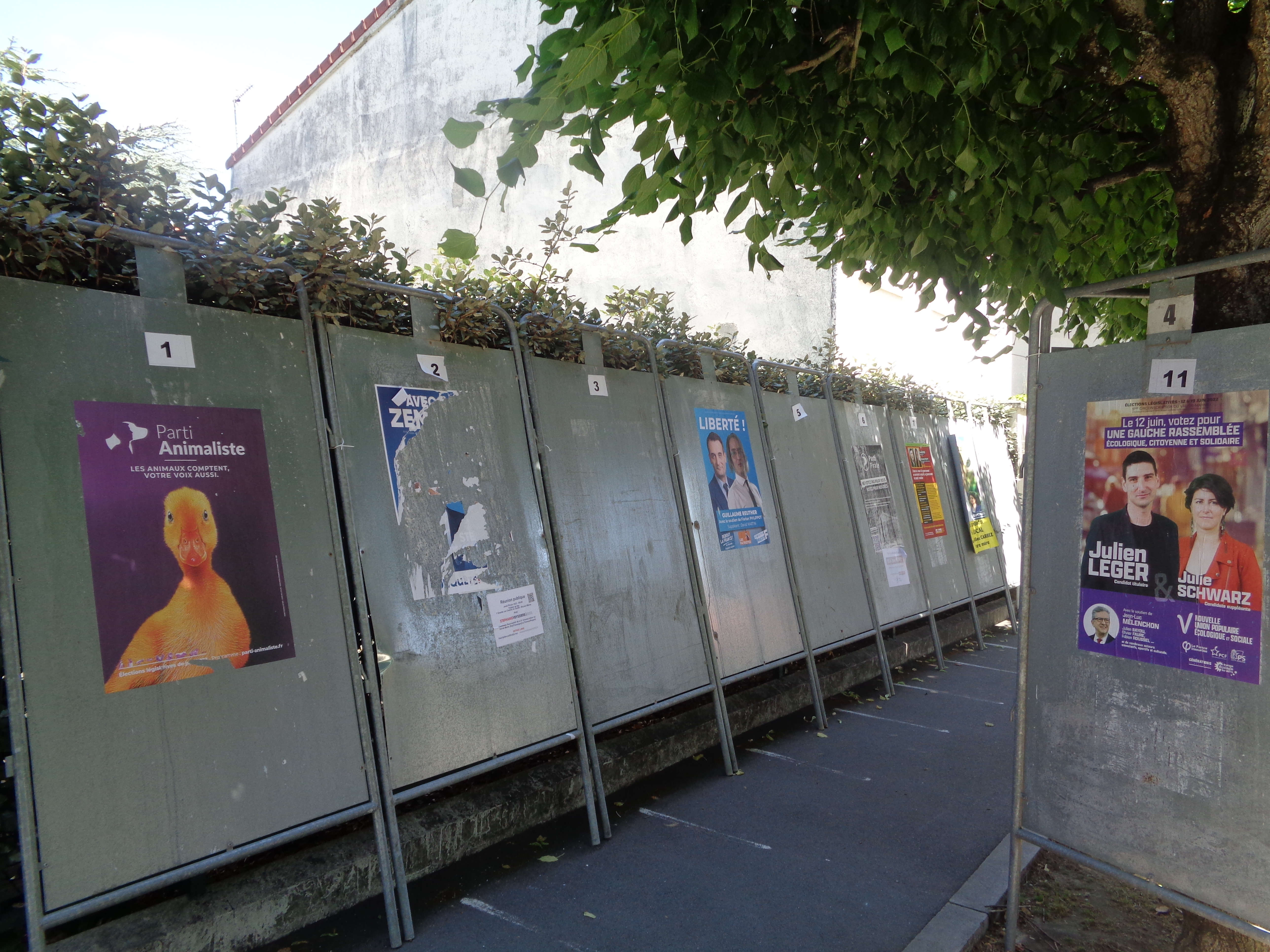
Affiches de campagne pour les élections législatives françaises de juin 2022.

### Juillet
| Date             | Pays                      | Élections                  | Contexte | Résultats |
| ---------------- | ------------------------- | -------------------------- | --- | --- |
| 10 juillet       | Japon                     | Sénatoriales               | Renouvellement par moitié. Cette chambre haute est élue au suffrage universel direct.                                                                      | Le Parti libéral-démocrate (droite national-conservatrice, nationaliste, libérale en économie), au pouvoir, accroît sa majorité relative des sièges et frôle à lui seul la majorité absolue, qu'il atteint avec son allié de coalition, le parti Kōmeitō (centre-droit conservateur bouddhiste). Le gouvernement retrouve ainsi à la chambre haute la majorité absolue qu'il avait perdue en 2019.                                                                                                |
| 18 juillet       | Inde                      | Présidentielle             | Élection indirecte par un collège électoral. Le président a un rôle essentiellement cérémoniel ; c'est le Premier ministre qui exerce le pouvoir exécutif. | Draupadi Murmu devient la première personne adivasis, c'est-à-dire issue d'une minorité tribale, à accéder à la présidence de l'Inde. |
| 20 juillet       | Sri Lanka                 | Présidentielle             | Élection indirecte par un collège électoral. | Le Premier ministre Ranil Wickremesinghe est élu par les députés pour mener à terme le mandat de Rajapaksa, soit jusqu'en novembre 2024. |
| 21 juillet       | Vanuatu                   | Présidentielle             | Élection indirecte par un collège électoral. Le président a un rôle essentiellement cérémoniel ; c'est le Premier ministre qui exerce le pouvoir exécutif. | Le président sortant Tallis Obed Moses, éligible pour un second mandat est candidat à sa réélection. C'est cependant Nikenike Vurobaravu qui est élu pour lui succéder au huitième tour de scrutin. |
| 4-22 juillet     | Papouasie-Nouvelle-Guinée | Législatives               | | Parlement sans majorité. Le Pangu Pati (centre-gauche) obtient environ un tiers des sièges, loin devant tout autre parti. James Marape (Pangu Pati) demeure Premier ministre, à la tête d'une très large coalition. |
| 25 juillet       | Tunisie                   | Référendum constitutionnel | Porte sur une nouvelle constitution | La proposition de constitution est approuvée par 94,6 % des votants, avec toutefois un taux de participation de seulement 30,5 %, les opposants à la réforme ayant boycotté le vote. La nouvelle constitution instaure un régime présidentiel, permettant notamment au président de la République de nommer un gouvernement sans dépendre de l'accord du Parlement. |
| 10 et 31 juillet | République du Congo       | Législatives               | | Le Parti du travail (centre-gauche à gauche), au pouvoir, conserve une écrasante majorité absolue des sièges, acquise dès le premier tour. |
| 31 juillet       | Sénégal                   | Législatives               | | Avec une participation en baisse, la coalition du président Macky Sall (centriste, libérale) arrive largement en tête. Celle-ci essuie cependant de lourdes pertes au scrutin majoritaire, du fait d'un rassemblement de l'opposition. Avec près d'un tiers des voix, la coalition Libérer le peuple (hétéroclite) d'Ousmane Sonko réalise une percée et quadruple son nombre de sièges, devenant la principale force d'opposition, devant le Parti démocratique sénégalais (centriste, libéral). |

### Août
| Date     | Pays                       | Élections                   | Contexte                                                                                               | Résultats |
| -------- | -------------------------- | --------------------------- | --- | --- |
| 1er août | Îles Cook                  | Législatives                | État en libre association avec la Nouvelle-Zélande.                                                    | Parlement sans majorité. Le Parti des îles Cook (centre-gauche) obtient la majorité relative des sièges. Mark Brown (PIC) demeure Premier ministre, grâce à l'appui de deux députées indépendantes. |
| 1er août | Îles Cook                  | Référendum                  | Référendum sur la légalisation du cannabis à usage médical.                                            | Le référendum est approuvé. |
| 5 août   | Saint-Christophe-et-Niévès | Législatives                | Élections anticipées.                                                                                  | La division des partis composant la coalition sortante conduit à une alternance avec la victoire du Parti travailliste (centre-gauche), qui remporte six des onze sièges à pourvoir. Son chef Terrance Drew remplace ainsi Timothy Harris au poste de Premier ministre.                                   |
| 9 août   | Kenya                      | Présidentielle              | | Alternance. William Ruto (Alliance démocrate unifiée : centre-droit conservateur) est élu président de la République dès le premier tour avec 50,5 % des voix face à trois autres candidats dont celui du gouvernement sortant, Raila Odinga (Azimio : hétéroclite, droite à centre-gauche ; 48,5 %).     |
| 9 août   | Kenya                      | Parlementaires              | | Parlement sans majorité. L'alliance soutenant le nouveau président dispose d'une très courte majorité absolue des sièges au Sénat, mais est devancée de peu par Azimio à l'Assemblée nationale. |
| 23 août  | Samoa                      | Présidentielle              | Élection indirecte par les membres du Fono.                                                            | Le chef de l'État sortant Va'aletoa Sualauvi II, éligible pour un second et dernier mandat, est réélu à l'unanimité. |
| 24 août  | Angola                     | Législatives Présidentielle | Le candidat du parti qui arrive en tête des élections législatives devient président de la République. | Le Mouvement populaire de libération de l'Angola (MPLA, centre-gauche social-libéral), au pouvoir depuis l'indépendance du pays en 1975, poursuit son recul mais conserve une assez courte majorité absolue des sièges à l'Assemblée nationale. João Lourenço est ainsi réélu président de la République. |

### Septembre
| Date            | Pays                 | Élections                  | Contexte | Résultats |
| --------------- | -------------------- | -------------------------- | --- | --- |
| 4 septembre     | Chili                | Référendum constitutionnel | Concerne le projet de nouvelle Constitution, conformément au référendum de 2020.                                                                    | Le texte est massivement rejeté, avec 61 % des suffrages exprimés contre, pour une participation de 85 %, aidée par un vote obligatoire. |
| 11 septembre    | Suède                | Législatives               | | Alternance. Parlement sans majorité. Le Parti social-démocrate des travailleurs (centre-gauche) de la Première ministre Magdalena Andersson demeure le plus grand parti au Riksdag avec près d'un tiers des sièges. Le parti Démocrates de Suède (extrême-droite national-conservatrice et populiste) et les trois partis de droite disposent toutefois ensemble d'une très courte majorité absolue des sièges (une majorité de trois sièges). Ulf Kristersson (Les Modérés : droite libéral-conservatrice) devient Premier ministre, formant un gouvernement de coalition avec les Chrétiens-démocrates (droite conservatrice démocratie chrétienne) et les Libéraux (centre-droit social-libéral libéralisme économique), et le soutien sans participation au gouvernement de l'extrême-droite. |
| 18 septembre    | Liechtenstein        | Référendum                 | Référendum facultatif d'initiative populaire sur une loi votée par le Landtag sur les restrictions liées à la lutte contre la pandémie de Covid-19. | La loi votée par le parlement est rejetée par 52,73 % des voix. |
| 23-24 septembre | Tchéquie             | Sénatoriales               | Renouvèlement par tiers. | |
| 24 septembre    | Nauru                | Législatives               | Il n'y a pas de partis politiques à Nauru. Le parlement nouvellement élu élit le président de la République.                                        | Le gouvernement du président Lionel Aingimea conserve sa majorité absolue des sièges, mais le président sortant ne brigue pas de second mandat. Le député Russ Kun, ministre adjoint dans le gouvernement sortant, est élu président de la République par les députés, sans opposition. |
| 25 septembre    | Cuba                 | Référendum                 | Porte sur un nouveau code de la famille légalisant notamment le mariage homosexuel.                                                                 | La population approuve à 66,9 % la proposition de code de la famille, et donc le mariage homosexuel et l'adoption d'enfants par les couples de même sexe. |
| 25 septembre    | Italie               | Parlementaires             | Élections anticipées. | Alternance. La coalition de l'extrême-droite et de la droite composée principalement des partis Frères d'Italie (extrême-droite national-conservatrice, populiste, libérale sur le plan économique), Ligue (extrême-droite régionaliste, conservatrice, populiste) et Forza Italia (droite populiste, conservatrice, néolibérale) remporte la majorité absolue aux deux chambres du Parlement. Giorgia Meloni (Frères d'Italie) devrait devenir présidente du Conseil. |
| 25 septembre    | Sao Tomé-et-Principe | Législatives               | | Alternance. La coalition au pouvoir menée par le Mouvement pour la libération de Sao Tomé-et-Principe – Parti social-démocrate (centre-gauche) du Premier ministre Jorge Bom Jesus perd sa courte majorité absolue des sièges. Le parti d'opposition Action démocratique indépendante (centre-droit), parti du président de la République Carlos Vila Nova, remporte une courte majorité absolue des sièges, mettant ainsi fin à une période de cohabitation entre un président et un Premier ministre de bords politiques différents. Patrice Trovoada (ADI) devient Premier ministre, comme il l'était de 2014 à 2018. |
| 25 septembre    | Suisse               | Référendums                | Un ou plusieurs objets sont soumis à la votation.                                                                                                   | |
| 29 septembre    | Koweït               | Législatives               | Élections anticipées | Le scrutin aboutit à une large victoire de l'opposition, qui se retrouve en position de force vis à vis de l'émir Sabah al-Ahmad al-Jaber al-Sabah pour demander la nomination d'un gouvernement ayant l'appui de l'assemblée. |
| 29 septembre    | Liban                | Présidentielle             | Suffrage indirect | Élection reportée car le quorum n'est pas atteint. |

### Octobre
| Date             | Pays               | Élections                     | Contexte | Résultats |
| ---------------- | ------------------ | ----------------------------- | --- | --- |
| 1er octobre      | Lettonie           | Législatives                  | | Parlement sans majorité. La coalition Nouvelle Unité (centre-droit libéral-conservateur et pro-européen), du Premier ministre Arturs Krišjānis Kariņš, arrive en tête avec un peu plus du quart des sièges tandis le parti pro-russe Harmonie, première force politique depuis huit ans, échoue à franchir le seuil électoral et perd donc tous ses sièges. Le 3 novembre, Kariņš signe un accord de coalition avec la Liste Unie et l'Alliance nationale pour la formation d'un gouvernement majoritaire. |
| 2 octobre        | Brésil             | Présidentielle Parlementaires | 1er tour de la présidentielle et tour unique des législatives. | Congrès sans majorité. Le Parti libéral (extrême-droite national-conservatrice, libérale en économie, populiste) du président de la République sortant Jair Bolsonaro progresse nettement et devient le premier parti à la Chambre des députés, avec près de 20 % des sièges. La coalition Brésil de l'espoir menée par le Parti des travailleurs (centre-gauche social-libéral) de Luiz Inácio Lula da Silva progresse également : C'est la deuxième force à la Chambre, avec 16 % des sièges. Au Sénat, le Parti libéral obtient 16 % des sièges, y devenant également la première force, et Brésil de l'espoir 11 %, troisième force juste derrière le Mouvement démocratique brésilien (droite conservatrice et social-libérale).                                                         |
| 2 octobre        | Bulgarie           | Législatives                  | Élections anticipées. Ce sont les quatrièmes élections législatives en un an et demi. | Parlement sans majorité. L'alliance du GERB (conservateur chrétien, libéral en économie, pro-européen) et de l'Union des forces démocratiques (national-conservatrice chrétienne), principal bloc d'opposition au gouvernement sortant, devient la première force à l'Assemblée nationale avec plus d'un quart des sièges. La coalition Nous continuons le changement (centriste, social-libérale, pro-européenne) du Premier ministre sortant Kiril Petkov est deuxième avec un peu moins d'un quart des sièges. Le parti Il y a un tel peuple (attrape-tout, populiste), qui a provoqué la chute du gouvernement en s'en retirant, perd tous ses sièges. Les tentatives de formation d'un gouvernement ayant échouées, le président convoque des élections anticipées pour le 2 avril 2023. |
| 2 octobre        | Bosnie-Herzégovine | Présidentielles Législatives  | La présidence de l'État est collégiale, composée de trois membres représentant chacun l'une des principales communautés ethniques.                                                                           | Denis Bećirović (Parti social-démocrate : centre-gauche, pro-européen) est élu avec 57,2 % des voix pour la communauté bosniaque, succédant à Šefik Džaferović (Parti d'action démocratique : droite ethno-nationaliste, conservatrice, islamiste et pro-européenne). Željko Komšić (Front démocratique, centriste et social-libéral, est réélu avec 54,2 %. Željka Cvijanović (Alliance des sociaux-démocrates indépendants : droite à extrême-droite ethno-nationaliste séparatiste, populiste et pro-russe) est élue pour la communauté serbe avec 52,6 % des voix, succédant à Milorad Dodik du même parti. En attente des résultats des législatives. |
| 7 octobre        | Lesotho            | Législatives                  | | Alternance. Le nouveau parti d'opposition Révolution pour la prospérité (social-libéral), fondé par le riche homme d'affaires Sam Matekane, remporte la majorité relative des sièges et manque de peu la majorité absolue. Le parti d'opposition Congrès démocrate (centre-gauche) est deuxième avec près d'un quart des sièges. Le parti Convention de tous les Basotho (centriste, libéral) du Premier ministre sortant Moeketsi Majoro s'effondre, perdant presque tous ses sièges. Sam Matekane (Révolution pour la prospérité) devient Premier ministre, formant un gouvernement de coalition avec l'Alliance des démocrates (centre-gauche) et le Mouvement pour un changement économique.                                                                                              |
| 9 octobre        | Autriche           | Présidentielle                | L'Autriche est une république parlementaire. Le président de la République a un rôle essentiellement symbolique, le pouvoir exécutif étant exercé par le chancelier fédéral issu des élections législatives. | Le président Alexander Van der Bellen (Les Verts - L'Alternative verte : centre-gauche écologiste) est réélu dès le premier tour avec 56,7 % des voix, face à six autres candidats dont notamment Walter Rosenkranz (Parti de la liberté : extrême-droite national-conservatrice et populiste ; 17,6 %) et Dominik Wlazny (Parti de la bière: attrape-tout, satire du populisme ; 8,4 %) |
| 13 octobre       | Vanuatu            | Législatives                  | Élections anticipées | Parlement sans majorité. Alternance. Le Vanua'aku Pati (centre-gauche) du Premier ministre Bob Loughman et l'Union des partis modérés (centre-droit) du vice-Premier ministre Ishmael Kalsakau sont premiers avec chacun moins d'un siège sur six. Le Parti terre et justice (traditionaliste) du chef de l'opposition Ralph Regenvanu perd environ la moitié de ses sièges. L'Union des partis modérés forme une coalition majoritaire de huit partis, sans le Vanua'aku Pati, et Ishmael Kalsakau devient Premier ministre. |
| 13 octobre       | Irak               | Présidentielle                | Scrutin indirect | Élection d'Abdul Latif Rashid, membre comme le président sortant Barham Salih de l'Union patriotique du Kurdistan (UPK) mais bénéficiant pour sa candidature sans étiquette du soutien du Parti démocratique du Kurdistan (PDK). |
| 13 et 20 octobre | Liban              | Présidentielle                | Scrutin indirect | Élection reportée car le quorum n'est pas atteint. |
| 23 octobre       | Slovénie           | Présidentielle                | 1er tour | Le candidat du SDS (droite nationale-conservatrice), Anže Logar, arrive en tête devant l'indépendante Nataša Pirc Musar, soutenue par le Parti pirate. Tous deux se qualifient pour le second tour. Le candidat social-démocrate, Milan Brglez, soutenu par le GS (centre gauche écologiste et libéral) du président du gouvernement, Robert Golob, arrive troisième. |
| 24 octobre       | Liban              | Présidentielle                | Scrutin indirect | Élection reportée car le quorum n'est pas atteint. |
| 30 octobre       | Brésil             | Présidentielle                | 2d tour | Alternance. Luiz Inácio Lula da Silva (Parti des travailleurs : centre-gauche social-démocrate et progressiste) est élu avec 50,9 % des voix face au président sortant Jair Bolsonaro (Parti libéral : extrême-droite national-conservatrice, libérale en économie, populiste). |

### Novembre
| Date         | Pays               | Élections                  | Contexte | Résultats |
| ------------ | ------------------ | -------------------------- | --- | --- |
| 1er novembre | Danemark           | Législatives               | Élections anticipées | Le « Bloc rouge » (alliance informelle de partis de centre-gauche et de gauche) qui soutient le gouvernement minoritaire social-démocrate en place recule mais conserve tout juste la majorité absolue des sièges. Les Sociaux-démocrates (centre-gauche) demeurent le premier parti au Folketing avec un peu moins d'un tiers des sièges. Le Parti libéral (centre-droit libéral-conservateur), principal parti d'opposition, perd près de la moitié de ses sièges mais demeure la deuxième force au Parlement. Dans la continuité de son discours de campagne, la Première ministre sortante Mette Frederiksen forme un large gouvernement en formant une coalition réunissant Social-démocratie, les Modérés et le Parti libéral.                                                  |
| 1er novembre | Israël             | Législatives               | Élections anticipées, les cinquièmes en moins de quatre ans. | Alternance. Le Likoud (droite national-conservatrice et populiste, libérale en économie) demeure le premier parti à la Knesset avec un quart des sièges. L'alliance de partis de droite et d'extrême-droite qu'il mène remporte une courte majorité absolue des sièges, grâce notamment au bon résultat du Parti sioniste religieux (extrême-droite ultranationaliste, conservatisme religieux). Benyamin Netanyahou (Likoud) devrait devenir Premier ministre à la tête d'un gouvernement de coalition, malgré son inculpation pour corruption. |
| 8 novembre   | États-Unis         | Législatives Sénatoriales  | Renouvellement du tiers du Sénat et de l’ensemble de la Chambre des représentants. | Le Parti démocrate (centriste, libéral, progressiste) du président Joe Biden conserve de justesse la majorité absolue des sièges au Sénat. Le Parti républicain (droite conservatrice) remporte une très courte majorité absolue des sièges à la Chambre des représentants. |
| 10 novembre  | Liban              | Présidentielle             | Scrutin indirect | Élection reportée car le quorum n'est pas atteint. |
| 12 novembre  | Bahreïn            | Législatives               | Premier tour. Plusieurs partis d'opposition sont interdits, et toute personne en ayant été membre est inéligible. | |
| 13 novembre  | Slovénie           | Présidentielle             | 2d tour. Après deux mandats, le président sortant Borut Pahor (Sociaux-démocrates : centre-gauche) n'est pas rééligible. Le candidat de son parti, Milan Brglez, est éliminé au 1er tour avec 15,5 % des voix. | Alternance. Nataša Pirc Musar (sans étiquette, soutenue par le Parti de la jeunesse - Verts européens (centre-gauche écologiste et social-libéral) et par le Parti pirate) est élue avec 54,0 % des voix face à Anže Logar (Parti démocrate : droite national-conservatrice et populiste). |
| 17 novembre  | Liban              | Présidentielle             | Scrutin indirect. | Élection reportée car le quorum n'est pas atteint. |
| 19 novembre  | Bahreïn            | Législatives               | Second tour. Plusieurs partis d'opposition sont interdits, et toute personne en ayant été membre est inéligible. | |
| 19 novembre  | Malaisie           | Législatives               | Élections anticipées | Alternance. Parlement sans majorité, pour la première fois dans l'histoire du pays. Le Pakatan Harapan (alliance de partis allant de la gauche laïque et progressiste au centre-droit islamo-conservateur) recule nettement mais demeure premier avec un peu plus d'un tiers des sièges. Le Perikatan Nasional (alliance de partis de droite populiste, conservatrice et se réclamant d'un nationalisme ethnique malais) est deuxième. Le Barisan Nasional du Premier ministre sortant Ismail Sabri Yaakob (alliance de partis de droite ethno-nationalistes malais, conservateurs, libéraux en économie) perd près de la moitié de ses sièges et termine troisième. Anwar Ibrahim (Pakatan Harapan) est nommé Premier ministre.                                                      |
| 20 novembre  | Kazakhstan         | Présidentielle             | Élections anticipées, après l'écrasement de la révolte populaire de janvier 2022, et l'adoption par référendum en juin d'une nouvelle constitution visant à répondre à certains des mécontentements. Le Kazakhstan est généralement considéré comme une dictature fortement entachée de corruption, où aucune réelle opposition n'est permise. | Sans surprise, le président sortant Kassym-Jomart Tokaïev (Amanat : attrape-tout, autoritaire, laïc) est réélu avec 81,3 % des voix. 5,8 % des électeurs optent pour l'option « aucun des candidats ». |
| 20 novembre  | Népal              | Législatives               | | Alternance. Parlement sans majorité. Le parti Congrès népalais (centre-gauche, troisième voie) du Premier ministre sortant Sher Bahadur Deuba devient le premier parti à la Chambre des représentants avec près d'un tiers des sièges, devançant le Parti communiste du Népal (marxiste-léniniste unifié) (gauche) qui subit un net recul mais demeure la deuxième force à la Chambre. Étant en position de faiseur de roi, le Parti communiste unifié du Népal (maoïste) obtient le poste de Premier ministre pour son dirigeant Pushpa Kamal Dahal. Il prend la tête d'un gouvernement de coalition de quatre partis, incluant le PCN(MLU), le Parti national indépendant (centre-gauche) et le parti Janamat (centre-gauche, se réclamant des intérêts de la province de Madhesh). |
| 20 novembre  | Guinée équatoriale | Présidentielle             | Élection présidentielle anticipée de cinq mois. La Guinée équatoriale est généralement considérée comme une dictature où sévit le népotisme et où aucune réelle opposition n'est tolérée. Des arrestations d'opposants ont lieu avant le scrutin.                                                                                              | Le président Teodoro Obiang (Parti démocrate : autoritaire, populiste, attrape-tout) est déclaré réélu avec 97,0 % des voix face à deux candidats de façade. À l'âge de 80 ans et au pouvoir depuis quarante-trois ans, il entame son sixième mandat. |
| 20 novembre  | Guinée équatoriale | Parlementaires             | Concerne les deux chambres du parlement. | Le Parti démocrate remporte dans le même temps la totalité des sièges aux deux chambres du Parlement. |
| 24 novembre  | Liban              | Présidentielle             | Scrutin indirect. | Élection reportée car le quorum n'est pas atteint. |
| 26 novembre  | Taïwan             | Référendum constitutionnel | Porte sur l'abaissement de l'age d'obtention du droit de vote de 20 à 18 ans. | Bien qu'approuvée par une majorité des suffrages exprimés, le projet de révision constitutionnelle échoue à réunir le quorum de 50 % des inscrits exigé. |
| 27 novembre  | Slovénie           | Référendum                 | Porte sur l'augmentation de 17 à 20 du nombre maximum de ministères pouvant composer un gouvernement, la réévaluation du budget de la santé repoussée d'un an, et la réforme des instances dirigeantes de la radio-télévision publique slovène (RTV).                                                                                          | La population approuve les trois projets de loi du gouvernement soumis à abrogation. |

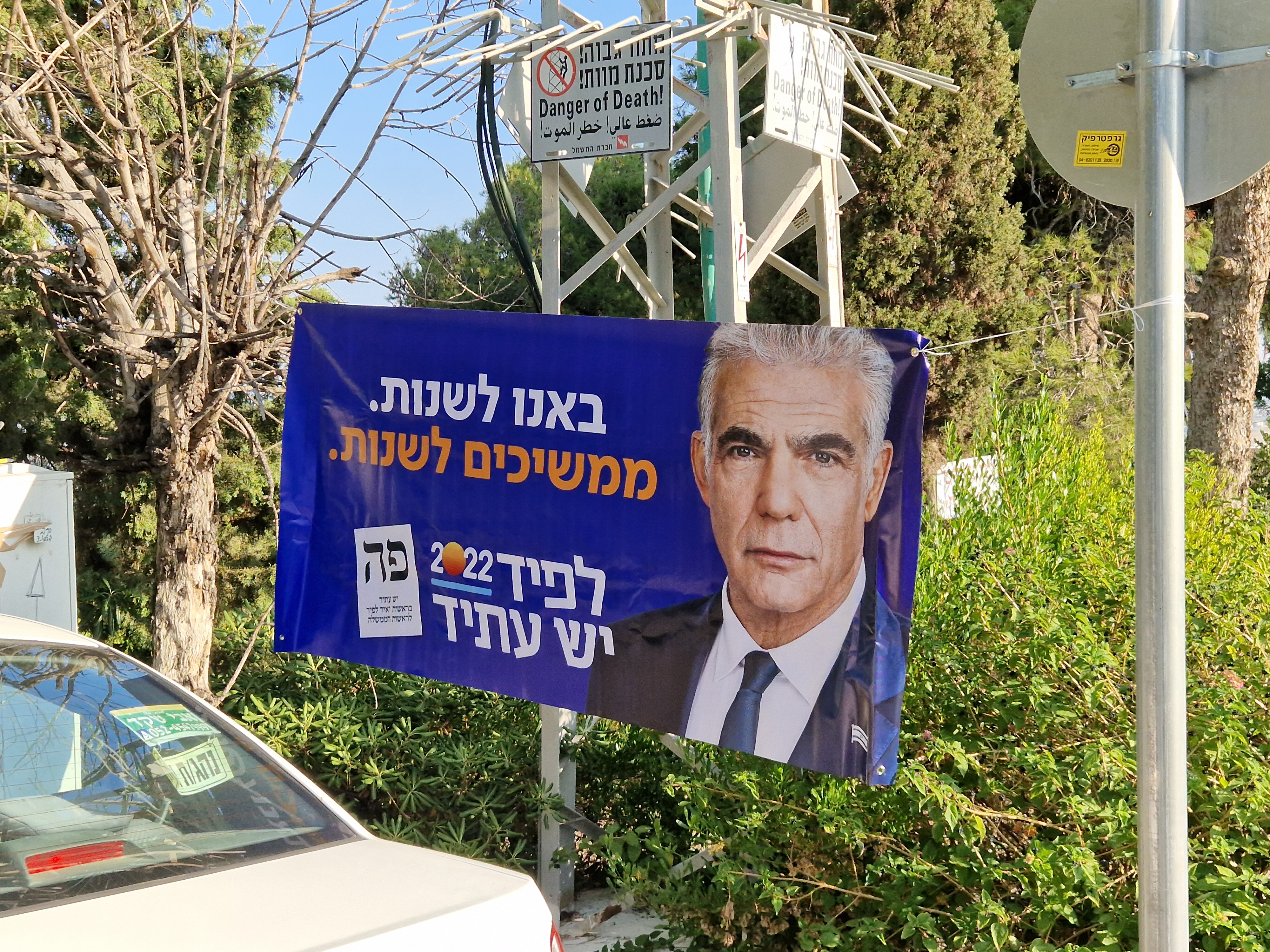
Affiche de campagne favorable au parti Yesh Atid du Premier ministre sortant Yaïr Lapid pour les élections législatives israéliennes de novembre 2022.

### Décembre
| Date         | Pays      | Élections                 | Contexte | Résultats |
| ------------ | --------- | ------------------------- | --- | --- |
| 1er décembre | Liban     | Présidentielle            | Scrutin indirect. | Élection reportée car le quorum n'est pas atteint. |
| 7 décembre   | Suisse    | Exécutives Présidentielle | Scrutin indirect | |
| 8 décembre   | Liban     | Présidentielle            | Scrutin indirect | Élection reportée car le quorum n'est pas atteint. |
| 6 décembre   | Dominique | Législatives              | Anticipées. Le principal parti d'opposition, le Parti uni des travailleurs, ne présente pas de candidats, pour protester contre l'absence de réforme électorale. | Le Parti travailliste (centre-gauche), au pouvoir, remporte la quasi-totalité de sièges. Des candidats indépendants obtiennent deux sièges. Roosevelt Skerrit demeure Premier ministre. |
| 14 décembre  | Fidji     | Législatives              | | Parlement sans majorité. Alternance. Le parti Fidji d'abord (centriste, social-libéral, anti-communautariste) perd de peu sa majorité absolue des sièges. Il demeure le premier parti au Parlement, mais à égalité de sièges avec la coalition de l'Alliance populaire (droite conservatrice, libérale en économie, défendant principalement les intérêts des Fidjiens autochtones) et du Parti de la fédération nationale (centre-gauche social-démocrate, défendant principalement les intérêts des Indo-Fidjiens). Le troisième parti d'opposition, le Parti libéral social-démocrate (droite ethno-nationaliste autochtone, nationalisme chrétien, social-libéralisme) se joint à la coalition de l'Alliance populaire et du PFN, lui conférant la majorité nécessaire pour gouverner. Sitiveni Rabuka, chef de l'Alliance populaire et auteur repenti des coups d'État de 1987, devrait devenir Premier ministre. |
| 15 décembre  | Liban     | Présidentielle            | Scrutin indirect. | Élection reportée par le quorum n'est pas atteint. |
| 17 décembre  | Tunisie   | Législatives              | Anticipées. 1er tour. | Second tour le 29 janvier 2023. |